# T-38
El T-38 fue un tanque ligero anfibio soviético, que estuvo en servicio en la Segunda Guerra Mundial. Desarrollado como una versión del primigenio T-37A, el T-38 solamente demostró ser una mejora modesta respecto a su predecesor, siendo finalmente reemplazado en 1940 por el T-40. 

## Historia
Las primeras pruebas del T-37A revelaron muchas deficiencias en su diseño, tales como una limitada autonomía, mala flotabilidad y una transmisión y un tren de rodaje poco fiables que hacían saltar las orugas mientras el tanque avanzaba. A fines de 1934 se inició en la Fábrica Número 37 de Moscú el desarrollo de una versión mejorada del tanque que corregiría esos defectos, bajo la dirección del Diseñador Jefe N. Astrov y el Ingeniero Jefe N. Kozyrev. El rediseño demostró ser tan extensivo que al proyecto se le asignó la nueva designación de T-38, estando listo un prototipo para junio de 1935.
El T-38 conservó varias características del T-37A, incluyendo su motor GAZ-AA y torreta girada manualmente. La torreta fue mudada del lado derecho del tanque al lado izquierdo, intercambiando los puestos del conductor y el comandante respecto al T-37A. El T-38 también tenía un perfil ligeramente más ancho y bajo que su predecesor, ofreciendo una ventaja en lo que a flotabilidad respecta, la cual hizo que los flotadores de corcho empleados en el T-37A sean superfluos. Mientras que el modelo de serie del T-38 solo estaba armado con una ametralladora DT de 7,62 mm, el prototipo inicial también incluía un cañón automático ShVAK de 20 mm montado en el puesto del conductor. Este fue retirado al comprobarse que el cañón adicional reducía la capacidad del conductor de manejar el tanque.
Al igual que otros tanques ligeros de la época, el T-38 fue diseñado para tareas de reconocimiento y apoyo a la infantería. Como tanque de exploración, tenía las ventajas de un perfil muy bajo y una buena autonomía, aunadas a su capacidad de navegar. También fue ideado para ser aerotransportado; durante las maniobras en Kiev de 1936, los tanques fueron transportados por bombarderos Tupolev TB-3, montados bajo su fuselaje. A cada batallón de infantería se le suministró 38 T-38, mientras que cada batallón blindado aerotransportado recibió 50.
Sin embargo, su delgado blindaje y su armamento de una ametralladora hicieron que el tanque tenga un uso limitado en combate, al igual que la falta de una radio en la mayoría de los T-38 era una seria limitación para un vehículo de reconocimiento. El T-38 también luchaba al transportar cualquier exceso de carga a través del agua. Era incapaz de soportar el peso de dos soldados mientras flotaba y las sobrecargas de 120-150 kg provocaban la entrada de agua a través de la escotilla del comandante, hundiendo al vehículo. Estos defectos fueron corregidos por el sucesor del T-38, el T-40, pero solamente se fabricó una pequeña cantidad de estos antes del inicio de la Segunda Guerra Mundial, haciendo que el T-37A y el T-38 formen la mayor parte de los tanques anfibios del Ejército Rojo.
Desde 1936 hasta 1937 se produjo un total de 1.228 tanques T-38, con 112 adicionales fabricados en 1939 después de una pausa de dos años en la producción.

## Historial de combate

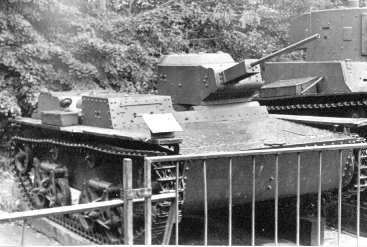
El T-38RT armado con un cañón automático de 20 mm del Museo Central de las Fuerzas Armadas en Moscú.

El Ejército Rojo empleó este tanque en la Guerra de Invierno con Finlandia en 1940, pero no tuvo éxito debido a su ligero armamento y delgado blindaje, que era fácilmente perforado por disparos de fusil y ametralladora ligera. En el boscoso terreno de Finlandia, el tanque era una trampa mortal; tampoco se desempeñó bien en las primeras etapas de la Segunda Guerra Mundial, siendo capturado en grandes números por los alemanes durante la Operación Barbarroja. El T-38 rara vez fue visto combatiendo en primera línea después de 1941, siendo mayormente relegado a otros papeles, tales como tractor de artillería, aunque se reportó haber sido empleado en el cruce del río Dniéper de 1943. Durante la Segunda Guerra Mundial, el principal vehículo anfibio de exploración del Ejército Rojo fue el Ford GPA, un vehículo abierto sin blindaje que fue obtenido a través del Lend-Lease.
El Ejército alemán por lo general no empleaba en combate los T-38 capturados, al contrario de los T-26, T-34 u otros vehículos más valiosos capturados.
Las tropas rumanas capturaron 3 T-38 el 1 de noviembre de 1942 y cuatro más en marzo de 1944.

## Variantes

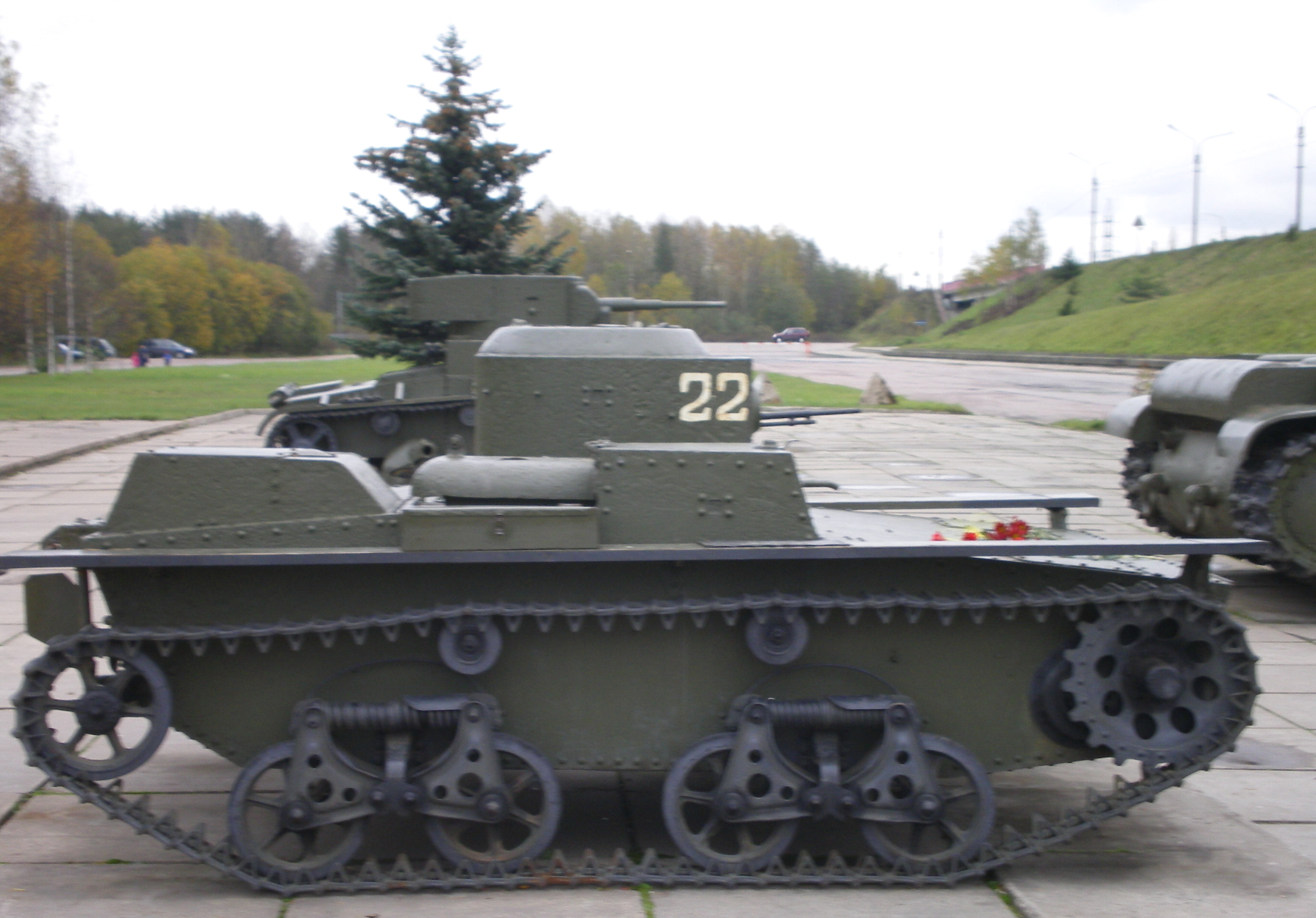
El T-38 del museo al aire libre "Rompiendo el Sitio de Leningrado", cerca de San Petersburgo.

- T-38RT (1937), versión equipada con radio y una torreta armada con el cañón automático ShVAK de 20 mm
- OT-38 (1937), versión equipada con lanzallamas
- T-38M1 (1937), prototipo con transmisión de planetarios, considerada demasiado compleja para su producción en serie
- T-38M2 (1938), modificación con caja de cambios mejorada y motor GAZ M1
- T-38TU, versión de mando con una antena de radio adicional
- SU-45 (1936), cañón autopropulsado de 45 mm experimental
- T-38TT (1939), tanque teledirigido experimental (teletanque)